# Japansk trädaralia
Japansk trädaralia (Chengiopanax sciadophylloides) är en araliaväxtart som först beskrevs av Adrien René Franchet och Paul Amédée Ludovic Savatier och fick sitt nu gällande vetenskapliga namn av C.B.Shang och J.Y.Huang.
Chengiopanax sciadophylloides ingår i släktet Chengiopanax och familjen Araliaceae. Inga underarter finns listade i Catalogue of Life.

## Bildgalleri

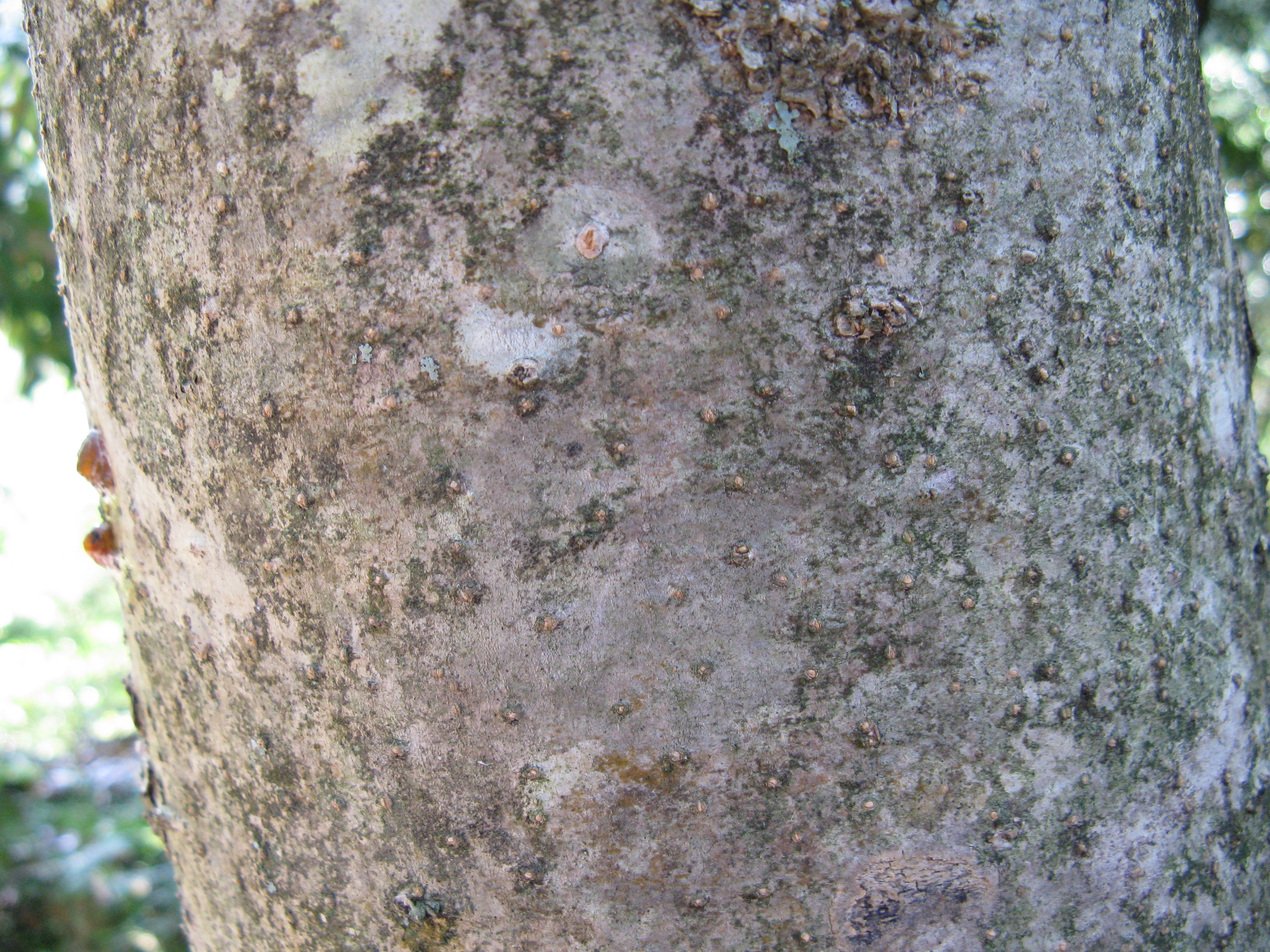
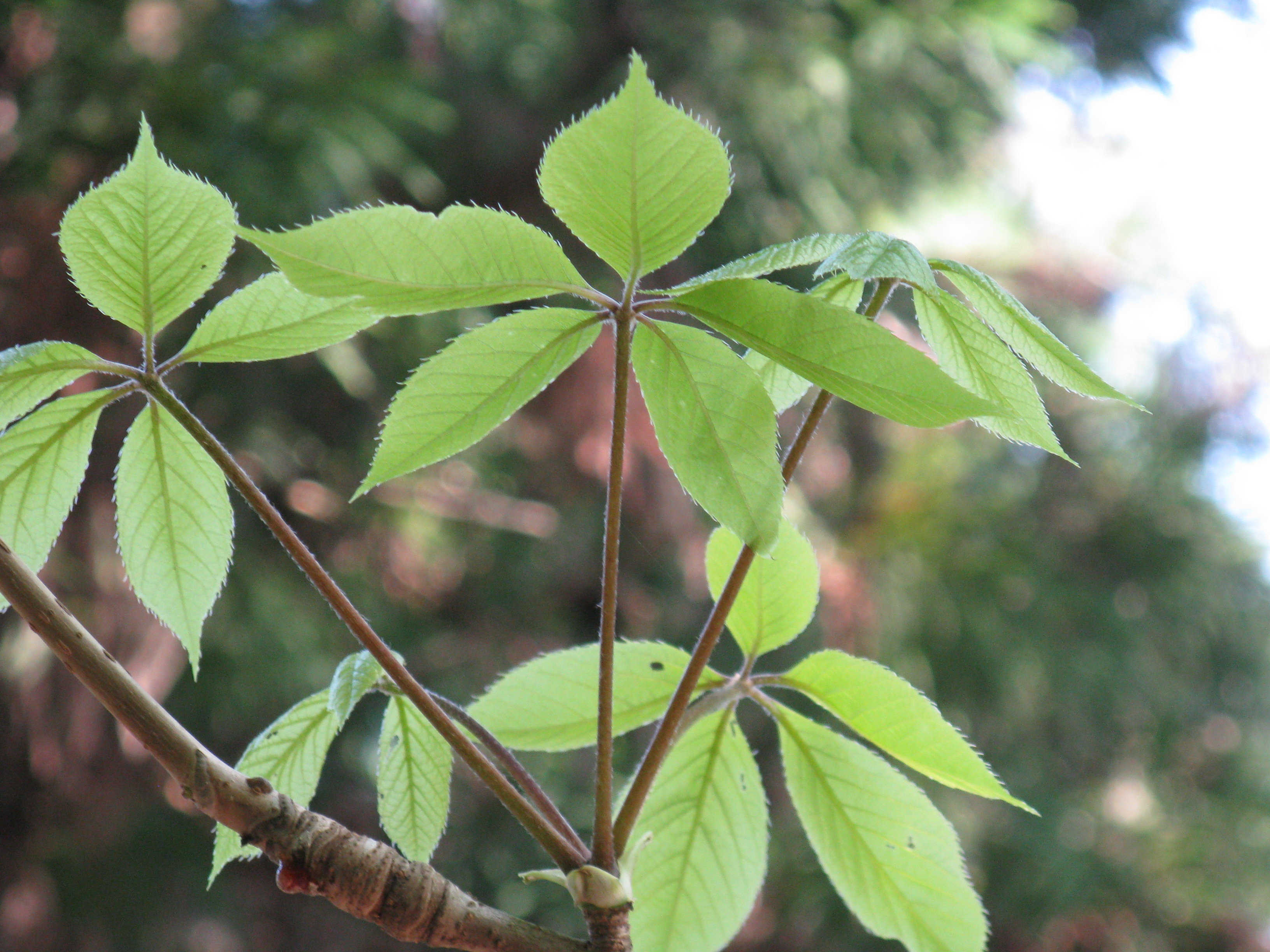
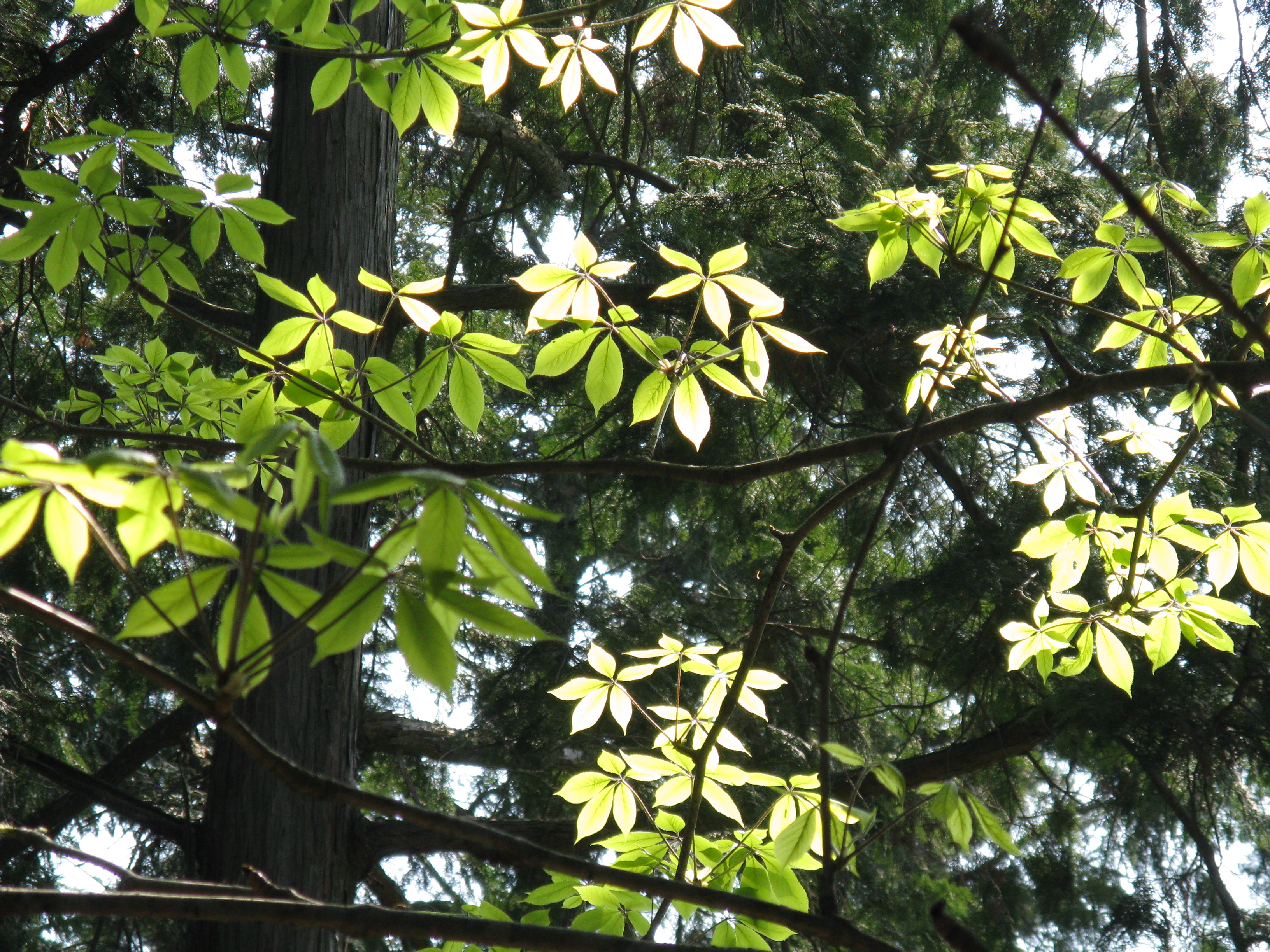
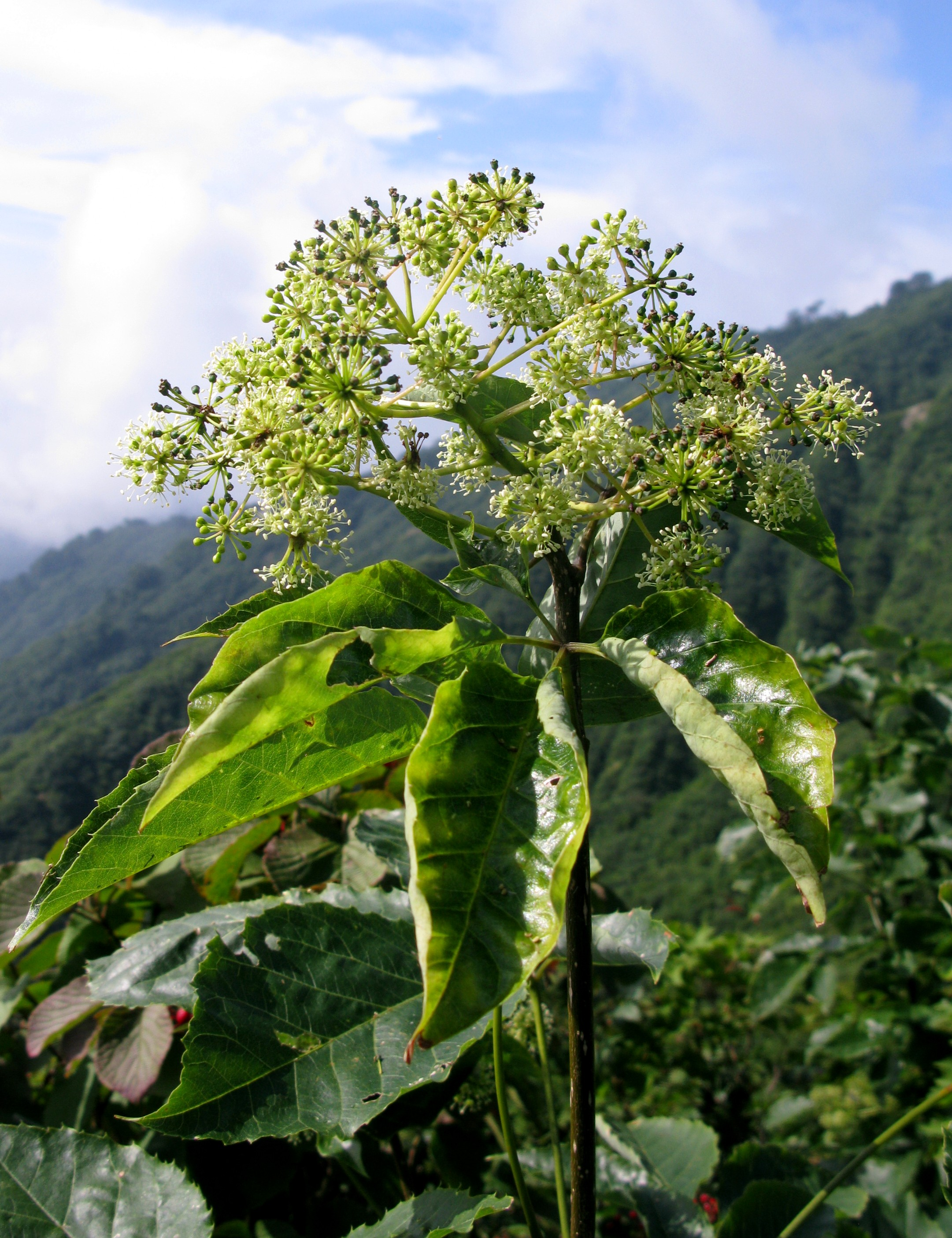
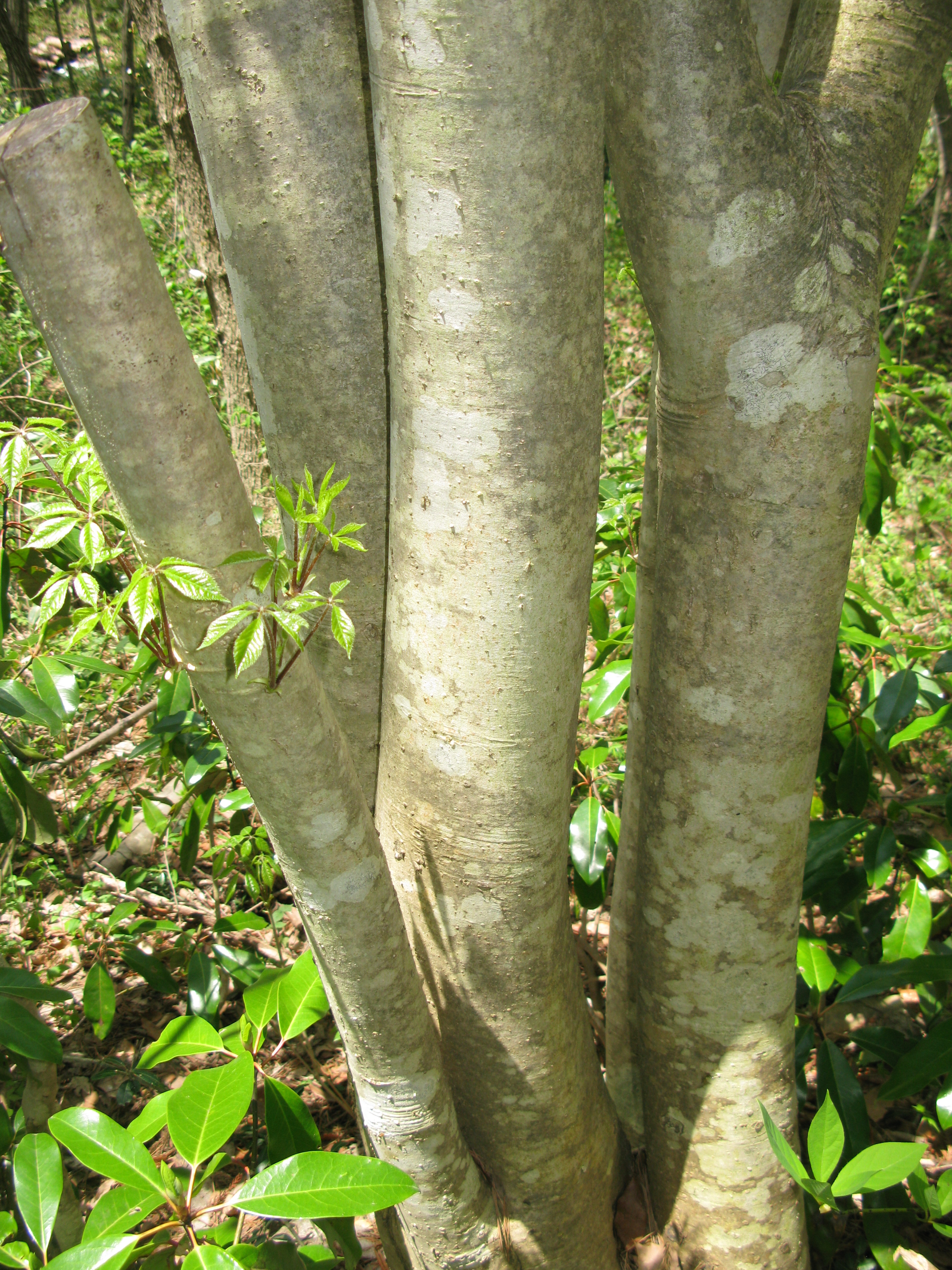